# Palazzo Buonaccorsi
Palazzo Buonaccorsi è un'architettura storica di Macerata situata in via Don Minzoni, 24. Il palazzo è sede dei musei civici di Palazzo Buonaccorsi e ospita il museo della Carrozza, le collezioni di arte antica e moderna e la biblioteca "Amedeo Ricci".

## Storia

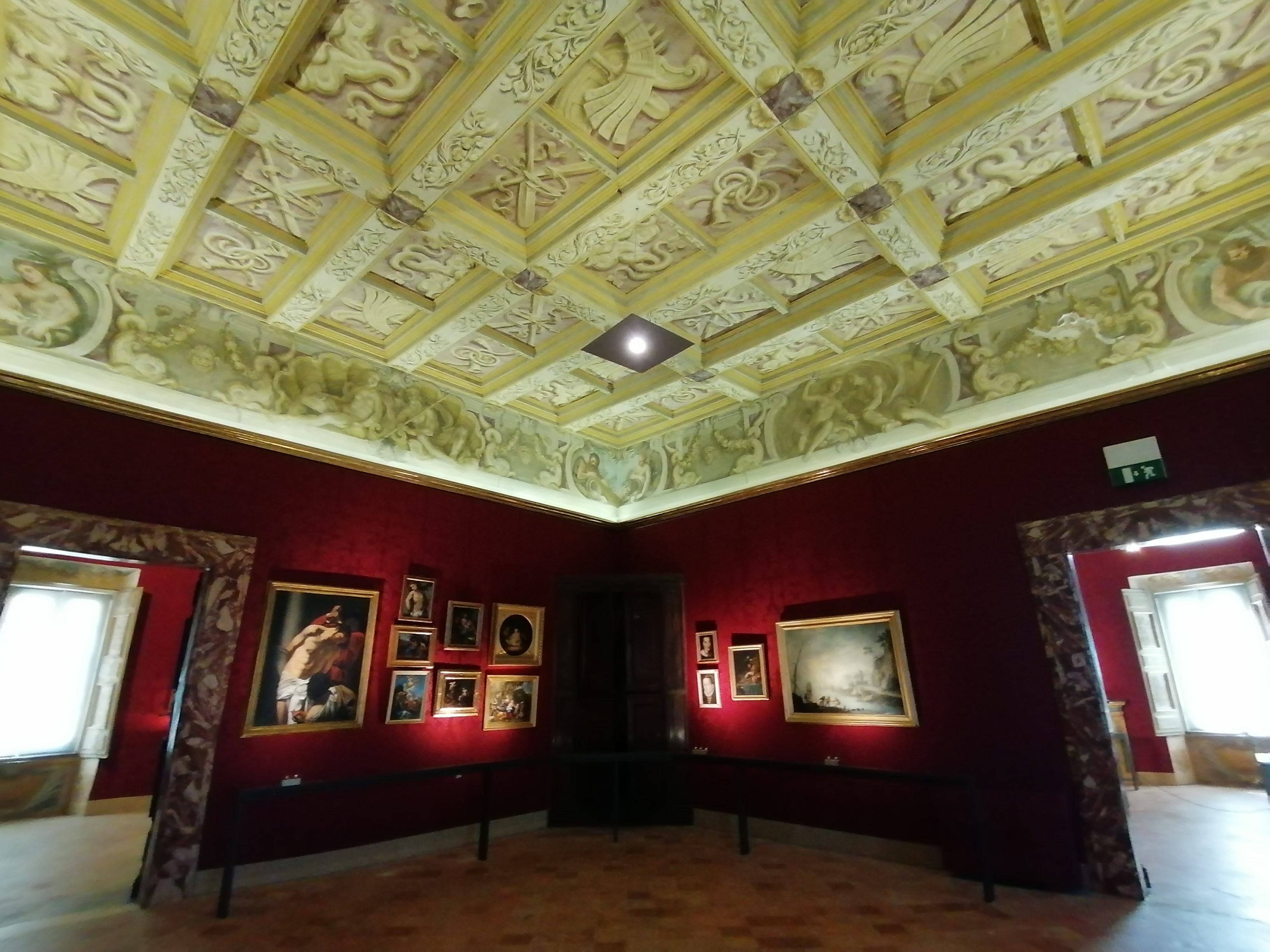
Una sala interna.

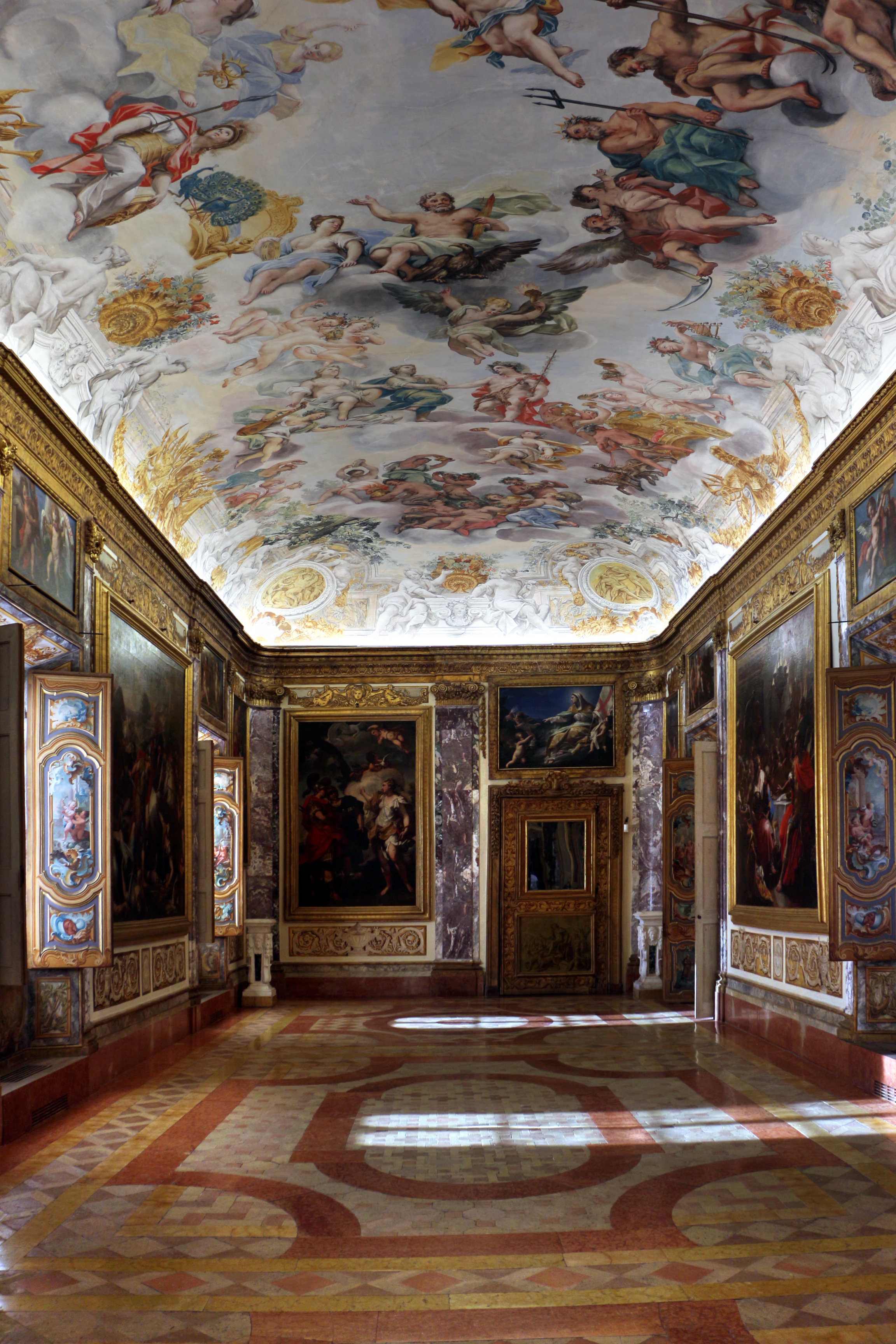
Il Salone dell'Eneide.

Il palazzo sorge su un'area che, nell'alto medioevo maceratese, costituiva il limite esterno del cosiddetto "Podium Sancti Juliani" il quale, nel 1138 si unì al castrum che dominava dall'alto del colle dando vita al Libero Comune di Macerata. Nel 1200 la stessa area, come tutta la zona circostante, entrò a far parte delle proprietà della famiglia feudale dei Compagnoni, e nel 1300 fu inclusa nella cerchia fortificata cittadina. I Buonaccorsi, in particolar modo Simone, nel corso del XVII secolo ebbero la tendenza a ristabilirsi nella loro terra d'origine e nel 1652, grazie a Buonaccorso divenuto all'epoca chierico di camera, riottennero la nobiltà maceratese. Ottenuta così l'affermazione della famiglia, Simone decise di dare alla casata un edificio corrispondente alla sua potenza economica ed al titolo comitale. Nel 1717 aveva speso l'ingente somma di 19 530 scudi ma alla sua morte, avvenuta nel 1743, aveva lasciato ai suoi discendenti un edificio degno di loro e della loro città. Nel 1746, a soli tre anni dalla morte di Raimondo Buonaccorsi, la famiglia ottenne l'ammissione al patriziato di Roma da Papa Benedetto XIV spostando nella Capitale i propri interessi. Nel 1853 un membro della famiglia, Flavio, dopo aver sposato la principessa Angela Chigi, decise di tornare a Macerata e provvide al restauro del palazzo con importanti trasformazioni quali l'inserimento della loggia sul fronte nord. Per il palazzo, utilizzato sia dalla famiglia sia da una serie di affittuari, iniziò un periodo di decadenza, fino all'acquisto da parte del Comune nel 1967.

## Architettura
Nel 1697 l'architetto romano Giovan Battista Contini, allievo del Bernini. venne incaricato da Simone Buonaccorsi di creare una nuova residenza accorpando case più antiche. Il cantiere venne compiuto nel 1718 con gli interventi di Ludovico Gregorini, che vi aggiunse il cortile e il giardino all'italiana.
I fastosi interni percorrono gli stili barocco e rococò, incentrandosi sul grande Salone dell'Eneide, dalla volta a padiglione affrescata con le Nozze di Bacco e Arianna, opera di Michelangelo Ricciolini. Alle pareti tele coeve narrati storie dell'Eneide.